# Psyllaephagus cinctorum
Psyllaephagus cinctorum är en stekelart som först beskrevs av Girault 1923.  Psyllaephagus cinctorum ingår i släktet Psyllaephagus och familjen sköldlussteklar. Inga underarter finns listade i Catalogue of Life.